# Tubuliporidae
Tubuliporidae é uma família de briozoários pertencentes à ordem Cyclostomatida.

## Géneros
Géneros (lista incompleta):
- Bathysoecia Osburn, 1953
- Biovicella Mongereau, 1970
- Buglovella Ponomareva, 1975